# Ана Бонџић
Ана Бонџић (Радичевић) (1976) српска је уметница.
Спада у млађу генерацију српских уметника. Она је по завршетку Академије уметности у Новом Саду ступила на ликовну сцену Србије са већ изграђеним стилом и начином ликовног изражавања у класичним медијима који одишу свежином. Члан је УЛУС-а и Нишког графичког круга. До сада је излагала не око сто колективник и седам самосталних изложби у земљи и инострансву. Учествовала је у раду прве Графичке колоније Сићево 2006. године.

## Живот
Ана Бонџић, девојачко Радичевић, рођена је 14. октобра 1976. године у Нишу, од оца Милета и мајке Олгице. Удата је за Дејана Бонџића са којим има кћи Иву и сина Тадију.
Основну школу и Средњу уметничку школу, „Ђорђе Крстић“, похађала је у Нишу. Дипломирала је 2000. године на Академији уметности у Новом Саду, у класи професора Милана Станојевића и Халила Тиквеша. Специјалистичке-магистарске студије завршила је 2004. године, у класи професора Зоран Тодовића.
Од 2000. до 2004. године радила је као асистент приправник на Академији уметности у Новом Саду, катедра за графику.
Ана Бонџић је члан Нишког графичког круга од 1995. и УЛУС-а од 2001. године. Живи и ствара у Нишу.

## Уметнички рад
Оно што у уметничком раду Ане Бонџић импресионира је истинско ликовно образовање, завидни професионални ниво и несумњиви дар за владање бојама и вешто креативно изражавање на правом и високом уметничком нивоу.
За Ану Бонџић сликарство је узбудљива мисија у којој исказује сопствене (уметничке) ставове, истовремено савладавајући многе животне баријере. Кроз своје слике, Ана износи став о животу у веома заоштреним друштвеним околностима, стварајући сопствену истину и виђење савременог света, пуног хаоса, који је својом суровости истовремено окупира али и инспирише. Ана у својим делима иако исказује пролазност живота, она то чини на један суптилан начин, приказујући лепоту у већ виђеном, као да на тај начин исказује унутрашњу љубав према свету у коме живимо.
Ана Бонџић је уметница која непрестано трага за ликовношћу, заснованој на аналитичком посматрању света око себе, градећи при томе специфични експресивни израз. Тај израз, код Ане се најпре испољио у графикама и цртежима, да би се током уметничког сазревања постепено спојио и повезао у јединствену целину графичке форме „приморавајући“ уметницу на стварање монументалних слика на платну, у којима она успешно комбинује своје графичарско умеће са унутрашњом сликарском емоцијом.
Током креативног процеса Ана повремено настоји да у чисте апстрактне мотиве унесе и нове „реалистичне“ елементе-као неку врсту лајт мотива. Тако се као присутни мотиви на њеним сликама појављају; врабац, миш, Брајева азбука (као једна од интригантних новина), ознаке са железничких вагона, текст, често хаику.
Гледајући последње Анине слике стиче се утисак као да на моменте; Брајевом азбуком жели да своје слике учини приступачне „слепима за комуникацију и узајамно неразумевање“, ознакама са жележничких вагона, дочара слику пролазности живота у једном скученом животном простору, и истовремено у том простору дочара лепоту света и живота у њему, који на сликовит начин приказује користећи текст из хаику поезије (од три стиха и 17. слогова).
| „ | Сликарски чин за Ану Бонџић представља креативну могућност да на безброј начина реализује властите идеје, негујући паралелно и чисту ликовност дела. Истичући свој став да се слика мора разумети, Ана делује на посматрача који не сме остати пасиван, него се мора активно укључити у процес спознаје и пронаћи смисао на који она указује. За Ану Бонџић појам видети једнак је у значењском смислу са појмом разумети | ” |

## Самосталне изложбе
| Година | У земљи | Година | У иностранству |
| ------ | --- | ------ | -------------- |
| 2013.  | - Изложба, „Истина, флоскула“ Галерија Арт55, Ниш                                                                             |        |                |
| 2006.  | - Изложба графика, галерија Графичког колектива, Београд                                                                      |        |                |
| 2004.  | - Магистарска изложба, Хол Академије уметности, Нови Сад                                                                      |        |                |
| 2000.  | - Изложба графика и цртежа, СКЦ, Крагујевац                                                                                   |        |                |
| 1999.  | - Изложба графика и цртежа, галерија "Студентски град", Београд - Изложба графика и цртежа, Галерија "Мија Станимировић", Ниш |        |                |
| 1998.  | - Изложба цртежа, Хол Академије уметности, Нови Сад                                                                           |        |                |

## Учешће на колективним изложбама у земљи и иностранству
| Година | У земљи | Година | У иностранству |
| ------ | --- | ------ | --- |
| 2012.  | - Изложба магистара Академије уметности, Нови Сад - Изложба, „Жене сликари“, Центар за културу Мајданпек - Изложба мале графике, Графички колектив, Београд - Први међународни бијенале мале графике, ГСЛУ Ниш |        | |
| 2011.  | - Изложба "Фемина у част", Галерија Арт55, Ниш - Изложба младих, Ниш арт фондација, Ниш, Београд, Нови Сад | 2011.  | - Изложба „Personal reflections“, Њујорк |
| 2010.  | - Изложба младих, Ниш арт фондација, Ниш, Београд, Нови Сад - Изложба учесника Ликовна колоније Сићево, Ниш - Изложба чланова УЛУС-а југоисточне Србије, Ниш - Изложба мале графике, Графички колектив, Београд - Изложба мале графике, НГК, Ниш                                                                                       |        | |
| 2009.  | - Изложба младих, Ниш арт фондација, Ниш, Београд |        | |
| 2008.  | - Изложба младих, Ниш арт фондација, Ниш, Београд |        | |
| 2007.  | - Мајска изложба, Графички колектив, Београд - Изложба младих, Ниш арт фондација, Ниш, Београд - Изложба учесника прве Графичке колоније Сићево, Ниш | 2007.  | - 14. међународни бијенале графике, Варна, Бугарска - Међународна изложба мале графике, Баиа Маре, Марамуреш, Румунија                                                                                              |
| 2006.  | - Мајска изложба, Графички колектив, Београд - Метод графике, галерија „Цвијета Зузорић“, Београд - Изложба графике, ГСЛУ Ниш, Ниш, и Графичка колонија, Београд - 13. изложба мале графике, НГК, Ниш - Изложба цртежа на тему „Покрет-преокрет“, галерија „Србија“, Ниш - Изложба мале графике, Графички колектив, Београд            | 2006.  | - Међународна изложба мале графике, Марамуреш, Румунија - БИМПЕ ИВ, Ванкувер, Канада |
| 2005.  | - Мајска изложба, Графички колектив, Београд - Изложба чланова УЛУС-а југоисточне Србије, Ниш - Изложба мале графике НГК-а, Ниш | 2005.  | - Међународни тријенале графике, Кочи, Јапан - 13. међународни бијенале графике, Варна, Бугарска |
| 2004.  | - Изложба балканске графике, Ниш, - Изложба радова наставника и сарадника Одсека ликовних уметности, Нови Сад - Изложба цртежа на тему Сан, галерија Србија, Ниш - Изложба чланова УЛУС-а, Ниш - Изложба мале графике, Графички колектив, Београд                                                                                      | 2004.  | - Изложба балканске графике, Скопље, Варна - 7. међународни тријенале радова на папиру, Мајданек, Пољска - Изложба графика НГК-а, Словачка - Изложба графика НГК-а, Пловдив, Бугарска - BIMPE III, Ванкувер, Канада |
| 2003.  | - Мајска изложба, Графички колектив, Београд - Годишња изложба чланова УЛУС-а југоисточне Србије, Ниш - 7. међународни бијенале уметности минијатуре, Горњи Милановац - Изложба мале графике, Графички колектив, Београд - X изложба мале графике, НГК, Ниш - Међународна изложба минијатуре, Сарајево, БиХ                            | 2003.  | - 12. међународни бијенале, Варна, Бугарска |
| 2002.  | - Мајска изложба графике, Графички колектив, Београд - Пролећна изложба УЛУС-а, Цвијета Зузорић, Београд - 9. изложба мале графике, НГК, Ниш, Београд, Нови Сад, Вршац, Суботица. | 2002.  | - 5. међународни бијенале графике, Bharat Bhavan, Индија |
| 2001.  | - Изложба нових чланова УЛУС-а, Цвијета Зузорић, Београд - Мајска изложба графике, Графички колектив, Београд - Изложба цртежа на тему "Крст", галерија "Србија", Ниш - 8. изложба мале графике, НГК-Ниш - Годишња изложба чланова УЛУС-а југоисточне Србије, Ниш, галерија Цвијета Зузорић, Београд - Годишња изложба, СКЦ Крагујевац |        | |
| 2000.  | - Изложба фотографија, Мултимедиа Артс Галлери, Нови Сад - Мајска изложба графике, Графички колектив, Београд - Изложба мале графике, Графички колектив, Београд |        | |
| 1999.  | - Мајска изложба графике, Графички колектив, Београд - Изложба графичког одсека АУ - 25 година Академије, Нови Сад - 28. Новосадски салон - Изложба мале графике, Графички колектив, Београд |        | |
| 1998.  | - 9. Бијенале студентске графике, Београд - Изложба цртежа НГК-а, Ниш - Изложба добитника награде студентског бијенала, Дом Војске, Београд - Изложба мале графике, Графички колектив, Београд - 5. изложба мале графике, НГК, Ниш - Изложба на тему „Афродита“, „Златно око“, Нови Сад                                                |        | |
| 1997.  | - Изложба графике НГК, Ниш - 4.изложба мале графике, НГК, Ниш |        | |
| 1996.  | - Изложба графике НГК-а, Ниш - 3. изложба мале графике, НГК, Ниш |        | |
| 1995.  | - Изложба графика НГК-а, Нишка Бања |        | |

## Награде и признања
- 2010. Трећа награда, изложба младих, Ниш арт фондација, Ниш.
- 2009. Трећа награда, изложба младих, Ниш арт фондација, Ниш.[6]
- 2007. Прва награда, Међународна изложба мале графике, Марамуреш, Румунија
- 2001. Награда за графику, СКЦ-Крагујевац
- 2001. Награда „Мали печат“ НГК-Ниш
- 1998. Награда 9. Бијенала студентске графике, Београд
- 1994. Трећа награда, Светски здравствени плакат, Ћуприја